# Aaron Renfree
Aaron Paul Renfree (Truro, 19 dicembre 1987) è un cantante, attore e modello britannico.
Faceva parte della band S Club 8, che inizialmente si chiamava S Club Junior, sciolta nel 2005.

## Serie televisive
- I Dream (2004) - Aaron Renfree